# 青禾动画
青禾動畫是台灣的一個動畫製作公司，1991年開始廣告動畫，做過長安汽車、聯想集團的宣傳動畫片。以原創動畫和廣告動畫為主，1992年與中國大陸包括聯想的福娃有一些合作。跟騰訊、新浪、搜狐有提供動畫片服務。 動畫製作以網路動畫為主，做過蒙牛和長安汽車的宣傳動畫片。

## 工作人員
導演：林博良、段奕倫和石昌杰
總經理：陳春霞

## 作品
- 微笑的魚[4]
- 阿梅[6]
- 爆笑族[6]
- 酷搜風

## 外部連結
- 青禾動畫
- 青禾动画的Facebook專頁